# Таджики
Таджики — народ індоєвропейського походження, мова якого споріднена з перською. Таджики здебільшого є мусульманами-сунітами. Вони мешкають у Таджикистані, в північному Афганістані (де їх найбільше), в Пакистані та Ірані.
Слово «таджик» має тюркське походження й означає «нетюрк», так називали всіх жителів Середньої Азії, що не належали до тюркських народів.
Таджицька мова настільки споріднена з перською і дарі, що їхні носії розуміють одне одного.

## Українсько-таджицькі зв'язки
Українсько-таджицькі зв'язки виявляються майже винятково у перекладах літературних творів. Першим перекладачем і дослідником тадж. літератури був Агатангел Кримський. Про таджиків писали Леонід Первомайський, Василь Мисик, Іван Калянник.
По війні надруковано твори класиків таджицької і перської літератури: А. Рудакі (858 — 940), А. Фірдоусі (934 — 1020), Гафіза (XIV ст.); з новіших: С. Айні, А. Лахуті, Р. Джаліла, М. Турсун-заде, Міршакара та ін. 1962 в Україні проведено тиждень таджицької літератури і видано українською мовою зб. «Таджицька поезія. Антологія». Перекладів з української мови на таджицьку відносно мало: твори Т. Шевченка (А. Лахуті, М. Турсун-заде), І. Франка (Р. Джаліл), О. Корнійчука. До тижня української літератури 1961 в Ташкенті видано «Антологію української поезії».

## Галерея

Дівчинка-таджичка, Орджонікідзеабад, 1966
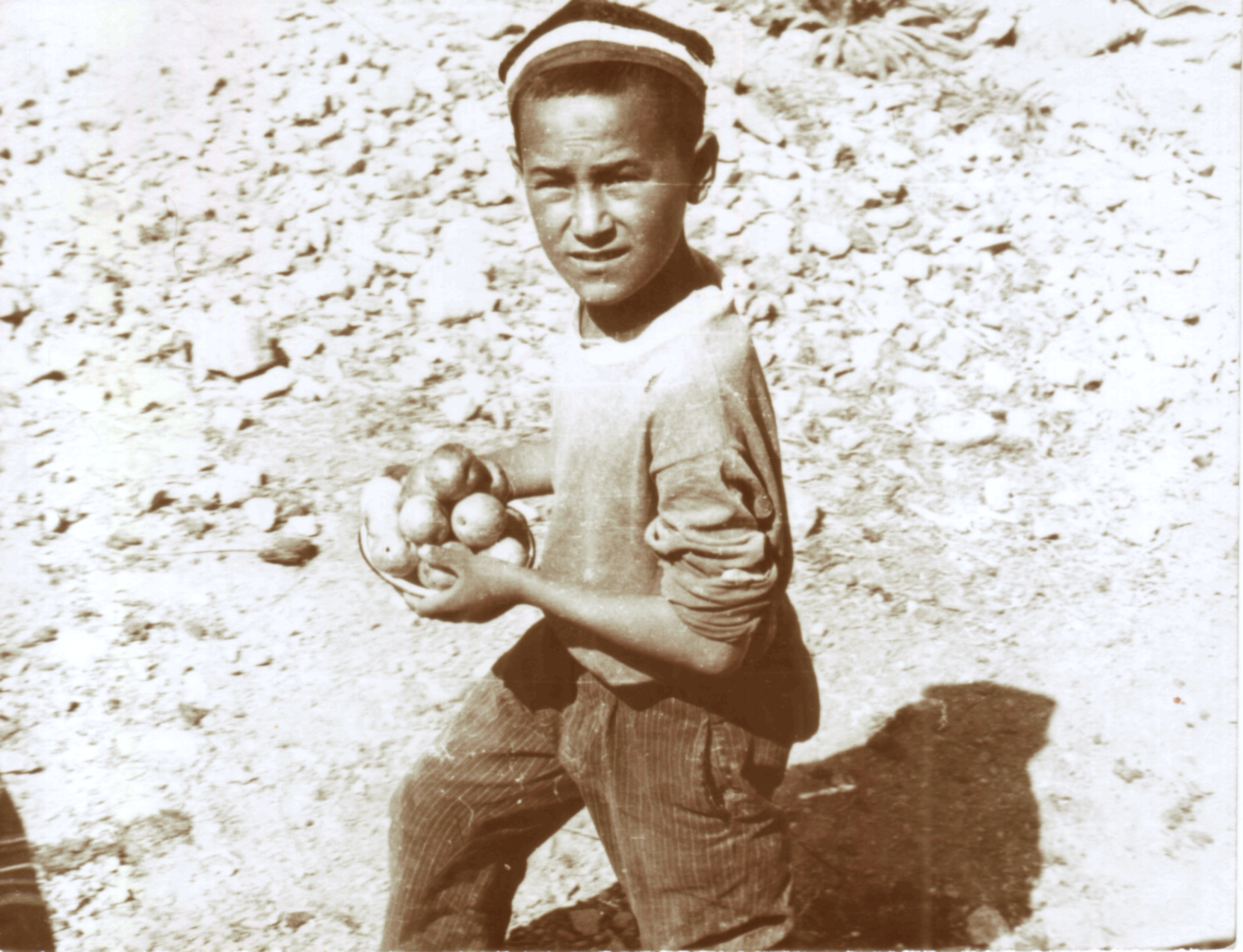
Хлопчик-таджик. Айні, 1966.
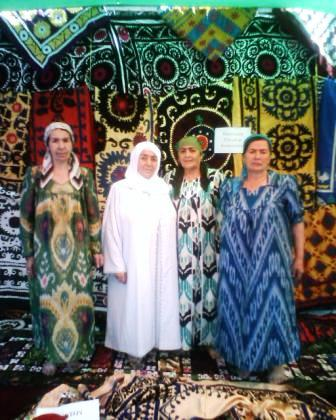
Жінки-таджички із Панджакента
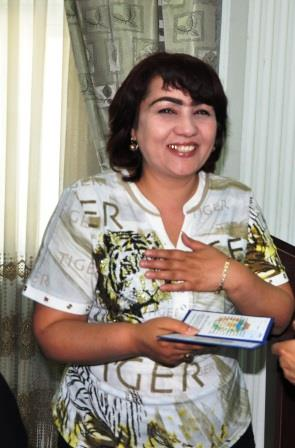
Жінка-таджичка із Худжанда
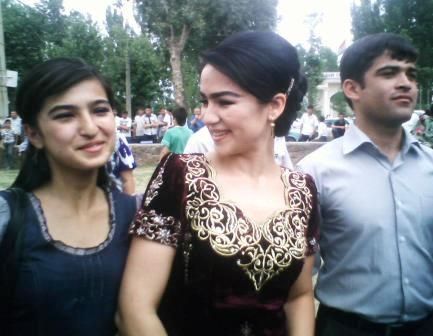
Дівчата-таджички, Панджакент
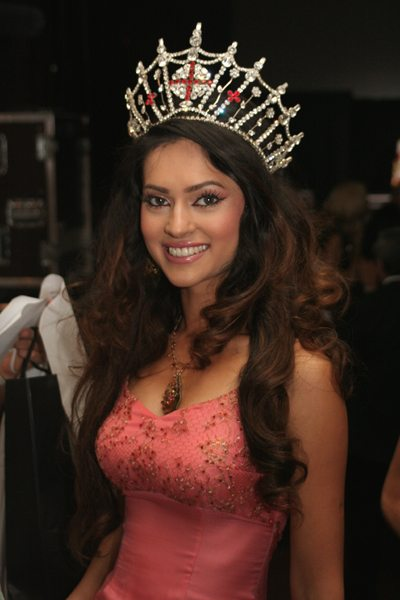
Таджичка Хаммаса Кохістані, Міс Британія 2005
Таджик на вулиці Орджонікідзеабада, 1966.